# El Terrero, Guanajuato kommun
El Terrero är en ort i Mexiko.   Den ligger i kommunen Guanajuato och delstaten Guanajuato, i den centrala delen av landet, 290 km nordväst om huvudstaden Mexico City. El Terrero ligger 2 298 meter över havet och antalet invånare är 257.
Terrängen runt El Terrero är kuperad. Runt El Terrero är det ganska tätbefolkat, med 160 invånare per kvadratkilometer. Närmaste större samhälle är Guanajuato, 13,2 km söder om El Terrero. Trakten runt El Terrero består i huvudsak av gräsmarker.